# Konsvikosen
Konsvikosen este o localitate din comuna Lurøy, provincia Nordland, Norvegia.